# Punti di Lagrange

I punti lagrangiani in un sistema a tre corpi. Le frecce colorate indicano la direzione del gradiente del potenziale generalizzato del campo.

Nel problema dei tre corpi i punti di Lagrange (così detti in onore del matematico Joseph-Louis de Lagrange che nel 1772 ne calcolò la posizione), tecnicamente chiamati punti di oscillazione, sono quei punti nello spazio in cui due corpi dotati di grande massa, tramite l'interazione della rispettiva forza gravitazionale, consentono a un terzo corpo dotato di massa molto inferiore di mantenere una posizione stabile relativamente ad essi. 
Quindi in un sistema planetario (stella con pianeti) un piccolo oggetto, come un satellite o un asteroide, che condivide la stessa orbita di un pianeta e posizionato in un punto di Lagrange, si manterrà a distanza costante dai corpi celesti maggiori, la stella e il pianeta con cui condivide l'orbita. 
Perché ciò accada, la risultante delle accelerazioni gravitazionali impresse dai corpi celesti all'oggetto, deve essere esattamente uguale all'accelerazione centripeta necessaria a mantenere in orbita l'oggetto a quella particolare distanza dal corpo celeste più grande, con la stessa velocità angolare del corpo celeste più piccolo.

## Descrizione dei punti lagrangiani
Nel seguito i due corpi principali saranno identificati con le loro masse M1 ed M2, supponendo che M1 > M2; per esempio M1 potrebbe essere il Sole e M2 la Terra. Si scelga un sistema di riferimento non inerziale con origine nel centro di massa del sistema e in cui i due corpi maggiori sono immobili. In questo sistema di riferimento compariranno perciò delle forze apparenti: la forza centrifuga e la forza di Coriolis.

### L1
Il punto L1 giace tra i due corpi lungo la retta che passa per M1 e M2. È il punto più facile da comprendere intuitivamente: infatti è il punto nel quale l'attrazione gravitazionale di M2 cancella parzialmente quella di M1.
Trascurando l'attrazione di M2, un corpo orbitante attorno a M1 in un'orbita più ravvicinata di M2 avrebbe un periodo più breve, a causa della maggiore forza di gravità esercitata dal primo corpo, ma se si considera anche M2, la forza totale centripeta è minore e il periodo maggiore. Il punto L1 si trova proprio nel punto in cui il periodo di un corpo ivi posizionato è esattamente uguale al periodo di M2.
In astronomia il punto L1 del sistema Sole-Terra è un ideale punto di osservazione del Sole, in quanto in quella posizione esso non è mai eclissato dalla Terra o dalla Luna. Gli osservatori SOHO (Solar and Heliospheric Observatory) e ACE (Advanced Composition Explorer) si trovano in orbita intorno al punto L1.

### L2

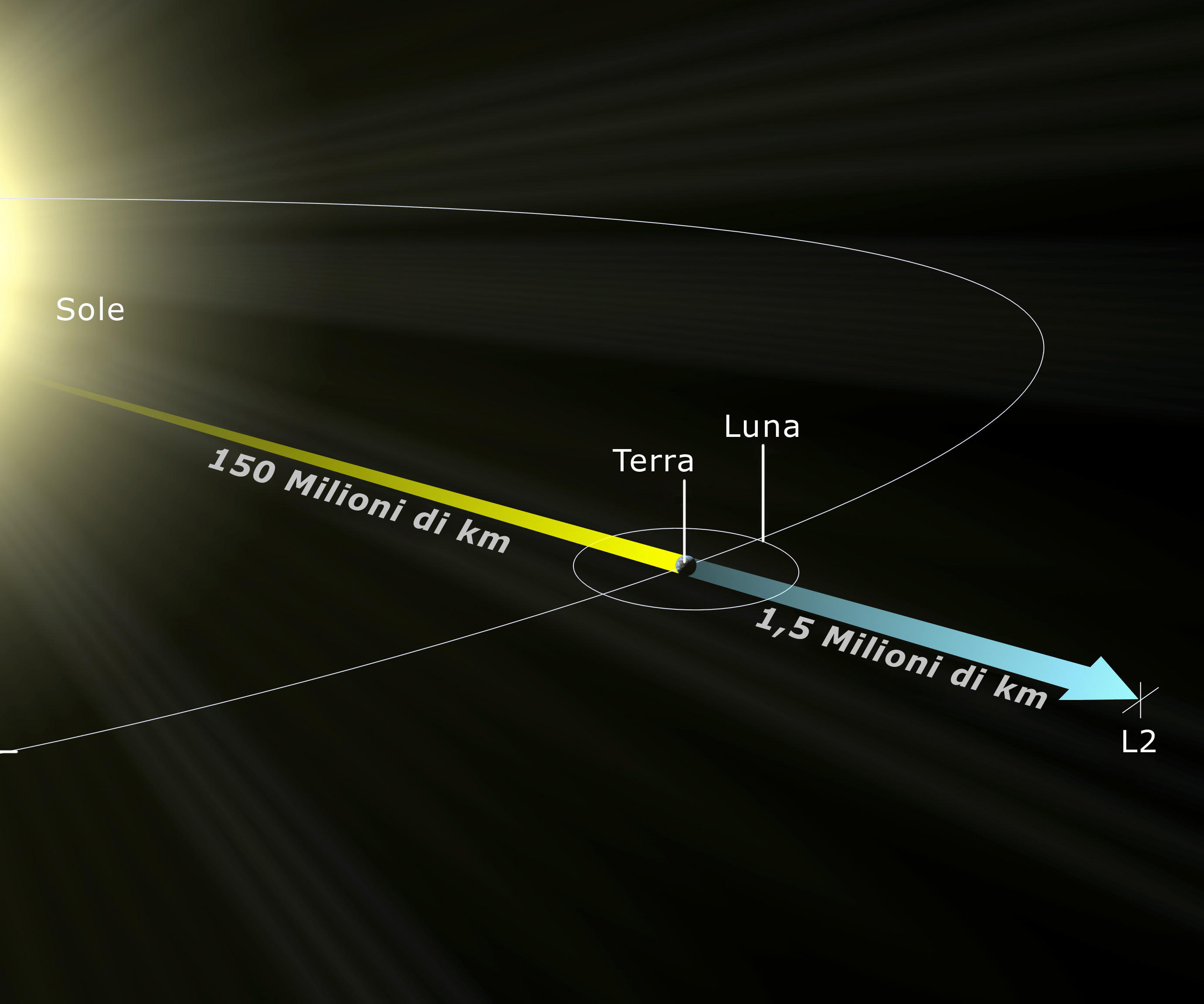
Il punto L_{2} del sistema Sole-Terra. Esso si trova ben oltre il raggio dell'orbita lunare.

Il punto L2 giace ancora sulla stessa retta del punto L1, ma oltre il corpo M2, più piccolo. In questo punto la forza gravitazionale combinata dei due corpi uguaglia la forza centrifuga. Se si trascura l'attrazione gravitazionale di M2, un corpo con un raggio orbitale maggiore di quello di M2 subisce una forza di gravità dovuta a M1 minore di quella subita dal secondo corpo e perciò ha un periodo maggiore; se però si considera anche il campo generato da M2, la forza centripeta aumenta e con l'aumentare di essa diminuisce il periodo. L2 si trova nel punto in cui il periodo orbitale del corpo ivi posizionato uguaglia il periodo di M2.
Il punto L2 del sistema Sole-Terra è un eccellente punto di osservazione dello spazio, a causa della stabilità dell'illuminazione solare che facilita la gestione termica della strumentazione e il puntamento verso lo spazio profondo. Planck Surveyor, la Wilkinson Microwave Anisotropy Probe, l'Herschel Space Observatory, la sonda Gaia, il Telescopio spaziale James Webb e il Telescopio spaziale Euclid sono già in orbita attorno a L2.
Se la massa M1 è molto maggiore della massa M2 allora le distanze di L1 e L2 da M2 sono approssimativamente le stesse, pari al raggio della sfera di Hill:
{\displaystyle r\approx R{\sqrt[{3}]{\frac {M_{2}}{3M_{1}}}}}
dove R è la distanza tra i due corpi. Per esempio, nel sistema Terra-Luna, il raggio della sfera di Hill r è circa 61500 km, mentre nel sistema Sole-Terra r è 1 500 000 km.

### L3
Come i due punti precedenti, anche L3 giace sulla retta individuata da M1 e M2, ma oltre M1, leggermente all'esterno dell'orbita di M2 intorno a M1 ma leggermente più vicino ad esso di quanto non lo sia L2; l'apparente contraddizione non sussiste, a causa del moto di M1 intorno al centro di massa del sistema.

### L4e L5

Diagramma mostrante i rapporti tra le accelerazioni gravitazionali presso L_{4} (ove in questo caso è rappresentato un satellite artificiale in equilibrio nel sistema Terra-Luna)

I punti L4 e L5 giacciono nei terzi vertici dei due triangoli equilateri nel piano dell'eclittica aventi come base comune il segmento che unisce i centri di massa di M1 e M2.
Il motivo per cui questi sono punti di equilibrio è che in L4 e L5 le distanze tra essi e le due masse M1 e M2 sono uguali: di conseguenza le forze di gravità agenti su un corpo in uno di questi due punti lagrangiani sono nello stesso rapporto delle due masse M1 e M2. La geometria del sistema assicura che la forza risultante sarà diretta verso il baricentro del sistema. Essendo esso sia il centro di massa sia il centro della rotazione del sistema, la forza risultante è esattamente quella richiesta per tenere il corpo in equilibrio orbitale con le altre masse. In realtà non serve che il terzo corpo abbia massa trascurabile. Questa configurazione di equilibrio è stata scoperta da Joseph-Louis Lagrange mentre lavorava al problema dei tre corpi.
I punti L4 e L5 sono anche chiamati punti di Lagrange triangolari o punti Troiani dal nome degli asteroidi, chiamati appunto asteroidi Troiani, situati nei punti L4 e L5 del sistema Sole-Giove.

## Stabilità

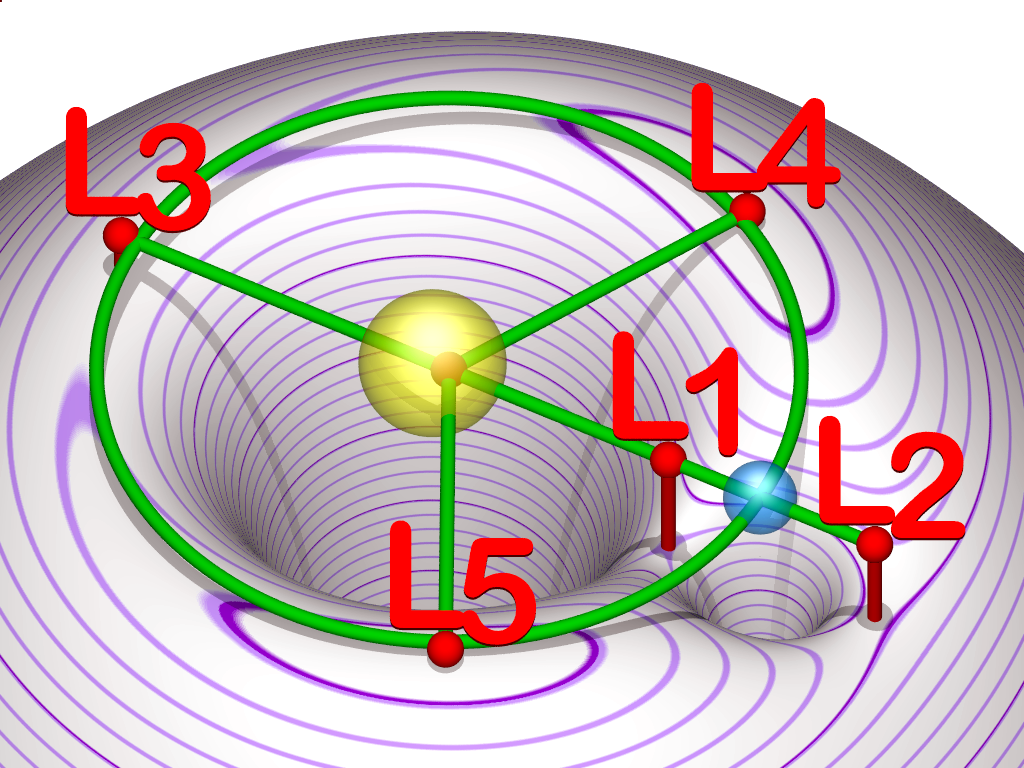
Rappresentazione 3D del potenziale efficace (superficie in grigio) di un sistema orbitante stella-pianeta. Le linee equipotenziali sono in viola, i punti Lagrangiani in rosso, il pianeta in blu e la stella in giallo.

I tre punti di Lagrange allineati col sistema M1 - M2, cioè L1, L2 ed L3, sono punti di sella del potenziale, perciò basta una piccola perturbazione dallo stato di equilibrio per far sì che l'oggetto si allontani sempre più dal punto lagrangiano stesso, muovendosi lungo l'asse che unisce i corpi. Ciò tuttavia non impedisce l'esistenza di orbite quasi-periodiche intorno a questi punti, chiamate orbite halo, orbite di Lissajous (che seguono una curva di Lissajous) oppure orbite di Ljapunov.
I punti L4 ed L5 si trovano ai vertici dei due triangoli equilateri aventi come altri due vertici i centri di massa dei corpi M1 e M2. Questi punti sono in realtà punti di massimo di potenziale e quindi apparenti punti di instabilità, ma in realtà possono essere stabili grazie alla forza di Coriolis se la massa di M1 è almeno 25 volte quella di M2 o più precisamente:
{\displaystyle M_{1}\geq M_{2}\left({\frac {25+{\sqrt {621}}}{2}}\right)}
dove M1 e M2 sono le masse rispettivamente del corpo di massa maggiore e del corpo di massa minore.

## Satelliti orbitanti nei punti di Lagrange

Un diagramma mostrante i cinque punti lagrangiani in un sistema a due corpi con uno molto più massivo dell'altro (per esempio il Sole e la Terra). In un sistema del genere, i punti L_{3}, L_{4} e L_{5} sembrano appartenere all'orbita del corpo minore, ma in realtà sono leggermente all'esterno.

In astronomia, i punti lagrangiani identificano un particolare punto di un'orbita in un sistema di corpi, di un pianeta o di un satellite; i punti lagrangiani sono gli unici punti in cui si possono situare corpi minori, o gruppi di corpi minori, per condividere stabilmente l'orbita di un corpo più grande, in quanto le attrazioni gravitazionali si annullano. Situazione tipica è quella degli asteroidi Troiani, tra cui i più famosi sono quelli di Giove (recentemente sono stati scoperti i "Troiani di Nettuno") organizzati in due gruppi che condividono l'orbita del gigante, uno che lo precede di 60° e l'altro che lo segue alla stessa distanza angolare.
Degli esempi si ritrovano anche nei sistemi di satelliti: Teti, satellite di Saturno, condivide l'orbita con due piccolissime lune, Telesto e Calipso, situate nei punti lagrangiani della sua orbita. Allo stesso modo Dione, il satellite immediatamente più esterno, condivide la sua orbita con le piccolissime lune Elena e Polluce nei suoi punti di Lagrange.
Anche la Luna condivide la sua orbita intorno alla Terra con due oggetti, le nubi di Kordylewski, e nell'ottobre del 2010 è stato scoperto il primo asteroide troiano della Terra, (706765) 2010 TK7.
Nel punto L2 è stato posizionato Euclid il telescopio dell'ESA 
lanciato il 1º luglio 2023 che ha iniziato la sua attività nel novembre 2023.